# Arhopala anella
Arhopala anella är en fjärilsart som beskrevs av De Nicéville 1895. Arhopala anella ingår i släktet Arhopala och familjen juvelvingar. Inga underarter finns listade i Catalogue of Life.